# Klaus Loeffler
Klaus Loeffler (* 20. Januar 1929 in Berlin; † 4. Mai 2010) war ein deutscher Tierarzt und Hochschullehrer.

## Leben
Loeffler wuchs in Königsberg auf, gelangte in den Kriegswirren nach Wien, wo er eine Lehre als Apothekenlaborant absolvierte. In Weißenburg in Bayern holte er am Gymnasium das Abitur nach und studierte anschließend Tiermedizin an der Ludwig-Maximilians-Universität München und Tierärztlichen Hochschule Hannover. Während seines Studiums wurde er 1949 Mitglied der Burschenschaft Teutonia Hannover. 1954 erhielt er die Approbation als Tierarzt, ein Jahr später wurde er promoviert.
Nach einer Tätigkeit an einer Hamburger Tierklinik wechselte er als Assistent zurück an die Tierärztliche Hochschule Hannover, wo er sich 1963 habilitierte. Nach einer Tätigkeit an der Universität Hohenheim wurde er 1971 auf den Lehrstuhl für Anatomie und Physiologie der Haustiere und zum Leiter der Tierklinik der Universität Hohenheim berufen.

## Wirken
Loeffler zeichnete sich durch eine interdisziplinäre Tätigkeit aus. Er war Anatom und Kliniker zugleich. Er forschte zum Kreuzbandriss bei Hunden, zur Hüftdysplasie des Hundes sowie tierschutzrelevanten Fragestellungen. Insgesamt verfasste er über 150 wissenschaftliche Arbeiten. 
1975 erhielt er den Felix-Wankel-Tierschutzpreis, 1990 die Richard-Völker-Medaille der Deutschen Veterinärmedizinischen Gesellschaft (DVG).